# 5p欠失症候群
5p欠失症候群（ごピーけっしつしょうこうぐん）あるいはCri-du-chat症候群（クリ・デュ・シャしょうこうぐん、英: Cri du chat syndrome）5番染色体上の遺伝物質の部分的な欠失によっておこる遺伝子疾患である。症状には、甲高いなき声、小さい頭、特徴的な顔の形、などがあげられる。合併症には、呼吸障害、摂食障害、行動障害、知的障害、などがあげられる。
原因は不明である。この症候群を引き起こす遺伝物質の欠失は、一般的に妊娠初期におこる。症例の約10分の1が影響を受けていない親から遺伝している。診断は症状に基づいておこなわれ、遺伝子検査によって確認される。
治療は症状に対しておこなわれる。これらの治療には、特殊教育、理学療法、言語療法などが含まれる。罹患者によって短い文章を学ぶ場合もあれば、身振りで自分を表現する場合もある。一般的に罹患者は幸せで友好的である。ほとんどの罹患者の寿命は一般的な平均寿命と変わらない。
この症状は、新生児の15,000～50,000人に1人に発生すると推定される。男性よりも女性に多く発症する。この症状は1963年にジェローム・ルジューンによって最初に説明された。クリ・デュ・シャ（Cri Du Chat）は、フランス語で「猫のなき声」を意味する。